# Giải vô địch bóng đá thế giới 2010 (Bảng H)
Dưới đây là thông tin chi tiết về các trận đấu trong khuôn khổ bảng H - Giải vô địch bóng đá thế giới 2010, là một trong tám bảng đấu thuộc World Cup 2010. Trận đầu tiên của bảng diễn ra vào ngày 16 tháng 6 năm 2010, và hai trận đấu cuối cùng được đá vào ngày 25 tháng 6. Bảng đấu quy tụ bốn đội tuyển đương kim vô địch bóng đá châu Âu Tây Ban Nha, Thụy Sĩ, Honduras và Chile.
Đội đứng đầu bảng này sẽ gặp đội nhì bảng G, và đội nhì bảng này sẽ gặp đội đứng đầu bảng G.
| Đội         | Pld | W | D | L | GF | GA | GD | Pts |
| ----------- | --- | - | - | - | -- | -- | -- | --- |
| Tây Ban Nha | 3   | 2 | 0 | 1 | 4  | 2  | +2 | 6   |
| Chile       | 3   | 2 | 0 | 1 | 3  | 2  | +1 | 6   |
| Thụy Sĩ     | 3   | 1 | 1 | 1 | 1  | 1  | 0  | 4   |
| Honduras    | 3   | 0 | 1 | 2 | 0  | 3  | −3 | 1   |

## Honduras v Chile
| Honduras | 0–1      | Chile          |
| -------- | -------- | -------------- |
|          | Chi tiết | Beausejour 34' |

| Honduras | Chile |

| GK                      | 18 | Noel Valladares   |     |     |
| RB                      | 23 | Sergio Mendoza    |     |     |
| CB                      | 2  | Osman Chávez      |     |     |
| CB                      | 3  | Maynor Figueroa   |     |     |
| LB                      | 21 | Emilio Izaguirre  |     |     |
| CM                      | 8  | Wilson Palacios   | 33' |     |
| CM                      | 20 | Amado Guevara (c) |     | 66' |
| RW                      | 17 | Edgar Álvarez     |     |     |
| LW                      | 13 | Roger Espinoza    |     |     |
| AM                      | 7  | Ramón Núñez       |     | 78' |
| CF                      | 9  | Carlos Pavón      |     | 60' |
| Vào thay người:         |    |                   |     |     |
| FW                      | 12 | Georgie Welcome   |     | 60' |
| MF                      | 6  | Hendry Thomas     |     | 66' |
| FW                      | 15 | Walter Martínez   |     | 78' |
| Huấn luyện viên trưởng: |    |                   |     |     |
| Reinaldo Rueda          |    |                   |     |     |

| GK                      | 1  | Claudio Bravo (c) |     |     |
| RB                      | 4  | Mauricio Isla     |     |     |
| CB                      | 17 | Gary Medel        |     |     |
| CB                      | 3  | Waldo Ponce       |     |     |
| LB                      | 8  | Arturo Vidal      |     | 81' |
| DM                      | 6  | Carlos Carmona    | 4'  |     |
| RM                      | 20 | Rodrigo Millar    |     | 52' |
| LM                      | 14 | Matías Fernández  | 19' |     |
| AM                      | 10 | Jorge Valdivia    |     | 87' |
| CF                      | 7  | Alexis Sánchez    |     |     |
| CF                      | 15 | Jean Beausejour   |     |     |
| Vào thay người:         |    |                   |     |     |
| DF                      | 18 | Gonzalo Jara      |     | 52' |
| DF                      | 5  | Pablo Contreras   |     | 81' |
| FW                      | 11 | Mark González     |     | 87' |
| Huấn luyện viên trưởng: |    |                   |     |     |
| Marcelo Bielsa          |    |                   |     |     |

| Cầu thủ xuất sắc nhất trận: Jean Beausejour (Chile) Trợ lý trọng tài: Evarist Menkouande (Cameroon) CameroonBechir Hassani (Tunisia) Trọng tài bàn: Nishimura Yuichi (Nhật Bản) |

## Tây Ban Nha v Thụy Sĩ
| Tây Ban Nha | 0–1      | Thụy Sĩ       |
| ----------- | -------- | ------------- |
|             | Chi tiết | Fernandes 52' |

| Tây Ban Nha | Thụy Sĩ |

| GK                      | 1  | Iker Casillas (c) |  |     |
| RB                      | 15 | Sergio Ramos      |  |     |
| CB                      | 5  | Carles Puyol      |  |     |
| CB                      | 3  | Gerard Piqué      |  |     |
| LB                      | 11 | Joan Capdevila    |  |     |
| DM                      | 16 | Sergio Busquets   |  | 61' |
| CM                      | 14 | Xabi Alonso       |  |     |
| CM                      | 8  | Xavi Hernández    |  |     |
| RW                      | 21 | David Silva       |  | 62' |
| LW                      | 6  | Andrés Iniesta    |  | 77' |
| CF                      | 7  | David Villa       |  |     |
| Vào thay người:         |    |                   |  |     |
| FW                      | 9  | Fernando Torres   |  | 61' |
| MF                      | 22 | Jesús Navas       |  | 62' |
| FW                      | 18 | Pedro             |  | 77' |
| Huấn luyện viên trưởng: |    |                   |  |     |
| Vicente del Bosque      |    |                   |  |     |

| GK                      | 1  | Diego Benaglio       | 90+1' |       |
| RB                      | 2  | Stephan Lichtsteiner |       |       |
| CB                      | 4  | Philippe Senderos    |       | 36'   |
| CB                      | 13 | Stéphane Grichting   | 30'   |       |
| LB                      | 17 | Reto Ziegler         | 73'   |       |
| RM                      | 7  | Tranquillo Barnetta  |       | 90+1' |
| CM                      | 8  | Gökhan Inler (c)     |       |       |
| CM                      | 6  | Benjamin Huggel      |       |       |
| LM                      | 16 | Gelson Fernandes     |       |       |
| SS                      | 19 | Eren Derdiyok        |       | 79'   |
| CF                      | 10 | Blaise Nkufo         |       |       |
| Vào thay người:         |    |                      |       |       |
| DF                      | 5  | Steve von Bergen     |       | 36'   |
| MF                      | 15 | Hakan Yakin          | 90+4' | 79'   |
| DF                      | 22 | Mario Eggimann       |       | 90+1' |
| Huấn luyện viên trưởng: |    |                      |       |       |
| Ottmar Hitzfeld         |    |                      |       |       |

| Cầu thủ xuất sắc nhất trận: Gelson Fernandes (Thụy Sĩ) Trợ lý trọng tài: Darren Cann (Anh) Mike Mullarkey (Anh) Trọng tài bàn: Martin Hansson () |

## Chile v Thụy Sĩ
| Chile        | 1–0      | Thụy Sĩ |
| ------------ | -------- | ------- |
| González 75' | Chi tiết |         |

| Chile | Thụy Sĩ |

| GK                      | 1  | Claudio Bravo (c) |       |     |
| RB                      | 4  | Mauricio Isla     |       |     |
| CB                      | 17 | Gary Medel        | 61'   |     |
| CB                      | 3  | Waldo Ponce       | 25'   |     |
| LB                      | 18 | Gonzalo Jara      |       |     |
| DM                      | 6  | Carlos Carmona    | 22'   |     |
| CM                      | 8  | Arturo Vidal      |       | 46' |
| CM                      | 14 | Matías Fernández  | 60'   | 65' |
| SS                      | 7  | Alexis Sánchez    |       |     |
| SS                      | 15 | Jean Beausejour   |       |     |
| CF                      | 9  | Humberto Suazo    | 2'    | 46' |
| Vào thay người:         |    |                   |       |     |
| FW                      | 10 | Jorge Valdivia    | 90+2' | 46' |
| MF                      | 11 | Mark González     |       | 46' |
| FW                      | 22 | Esteban Paredes   |       | 65' |
| Huấn luyện viên trưởng: |    |                   |       |     |
| Marcelo Bielsa          |    |                   |       |     |

| GK                      | 1  | Diego Benaglio       |     |     |
| RB                      | 2  | Stephan Lichtsteiner |     |     |
| CB                      | 5  | Steve von Bergen     |     |     |
| CB                      | 13 | Stéphane Grichting   |     |     |
| LB                      | 17 | Reto Ziegler         |     |     |
| CM                      | 8  | Gökhan Inler (c)     | 60' |     |
| CM                      | 6  | Benjamin Huggel      |     |     |
| RM                      | 11 | Valon Behrami        | 31' |     |
| LM                      | 16 | Gelson Fernandes     |     | 77' |
| SS                      | 9  | Alexander Frei       |     | 42' |
| CF                      | 10 | Blaise Nkufo         | 18' | 68' |
| Vào thay người:         |    |                      |     |     |
| MF                      | 7  | Tranquillo Barnetta  | 48' | 42' |
| FW                      | 19 | Eren Derdiyok        |     | 68' |
| FW                      | 18 | Albert Bunjaku       |     | 77' |
| Huấn luyện viên trưởng: |    |                      |     |     |
| Ottmar Hitzfeld         |    |                      |     |     |

| Cầu thủ xuất sắc nhất trận: Mark González (Chile) Trợ lý trọng tài: Hassan Kamranifar (Iran) Saleh Al Marzouqi (UAE) Trọng tài bàn: Martín Vázquez (Uruguay) |

## Tây Ban Nha v Honduras
| Tây Ban Nha    | 2–0      | Honduras |
| -------------- | -------- | -------- |
| Villa 17', 51' | Chi tiết |          |

| Tây Ban Nha | Honduras |

| GK                      | 1  | Iker Casillas (c) |  |     |
| RB                      | 15 | Sergio Ramos      |  | 77' |
| CB                      | 5  | Carles Puyol      |  |     |
| CB                      | 3  | Gerard Piqué      |  |     |
| LB                      | 11 | Joan Capdevila    |  |     |
| DM                      | 16 | Sergio Busquets   |  |     |
| RM                      | 22 | Jesús Navas       |  |     |
| LM                      | 14 | Xabi Alonso       |  |     |
| AM                      | 8  | Xavi              |  | 66' |
| CF                      | 9  | Fernando Torres   |  | 70' |
| CF                      | 7  | David Villa       |  |     |
| Vào thay người:         |    |                   |  |     |
| MF                      | 10 | Cesc Fàbregas     |  | 66' |
| MF                      | 13 | Juan Manuel Mata  |  | 70' |
| DF                      | 17 | Álvaro Arbeloa    |  | 77' |
| Huấn luyện viên trưởng: |    |                   |  |     |
| Vicente del Bosque      |    |                   |  |     |

| GK                      | 18 | Noel Valladares   |     |     |
| RB                      | 23 | Sergio Mendoza    |     |     |
| CB                      | 2  | Osman Chávez      |     |     |
| CB                      | 3  | Maynor Figueroa   |     |     |
| LB                      | 21 | Emilio Izaguirre  | 38' |     |
| CM                      | 8  | Wilson Palacios   |     |     |
| CM                      | 20 | Amado Guevara (c) |     |     |
| RM                      | 19 | Danilo Turcios    | 8'  | 63' |
| LM                      | 13 | Roger Espinoza    |     | 46' |
| SS                      | 15 | Walter Martínez   |     |     |
| CF                      | 11 | David Suazo       |     | 84' |
| Vào thay người:         |    |                   |     |     |
| FW                      | 12 | Georgie Welcome   |     | 46' |
| MF                      | 7  | Ramón Núñez       |     | 63' |
| FW                      | 10 | Jerry Palacios    |     | 84' |
| Huấn luyện viên trưởng: |    |                   |     |     |
| Reinaldo Rueda          |    |                   |     |     |

| Cầu thủ xuất sắc nhất trận: David Villa (Tây Ban Nha) Trợ lý trọng tài: Toru Sagara (Nhật Bản) Jeong Hae-Sang (Hàn Quốc) Trọng tài bàn: Subkhiddin Mohd Salleh (Malaysia) |

## Chile v Tây Ban Nha
| Chile      | 1–2      | Tây Ban Nha             |
| ---------- | -------- | ----------------------- |
| Millar 47' | Chi tiết | Villa 24' · Iniesta 37' |

| Chile | Tây Ban Nha |

| GK                      | 1  | Claudio Bravo (c) |         |     |
| RB                      | 4  | Mauricio Isla     |         |     |
| CB                      | 17 | Gary Medel        | 15'     |     |
| CB                      | 3  | Waldo Ponce       | 19'     |     |
| LB                      | 18 | Gonzalo Jara      |         |     |
| DM                      | 13 | Marco Estrada     | 21' 37' |     |
| CM                      | 8  | Arturo Vidal      |         |     |
| CM                      | 11 | Mark González     |         | 46' |
| AM                      | 10 | Jorge Valdivia    |         | 46' |
| CF                      | 7  | Alexis Sánchez    |         | 65' |
| CF                      | 15 | Jean Beausejour   |         |     |
| Vào thay người:         |    |                   |         |     |
| CM                      | 20 | Rodrigo Millar    |         | 46' |
| FW                      | 22 | Esteban Paredes   |         | 46' |
| FW                      | 16 | Fabián Orellana   |         | 65' |
| Huấn luyện viên trưởng: |    |                   |         |     |
| Marcelo Bielsa          |    |                   |         |     |

| GK                      | 1  | Iker Casillas (c) |  |     |
| RB                      | 15 | Sergio Ramos      |  |     |
| CB                      | 3  | Gerard Piqué      |  |     |
| CB                      | 5  | Carles Puyol      |  |     |
| LB                      | 11 | Joan Capdevila    |  |     |
| DM                      | 16 | Sergio Busquets   |  |     |
| CM                      | 14 | Xabi Alonso       |  | 73' |
| AM                      | 8  | Xavi              |  |     |
| SS                      | 6  | Andrés Iniesta    |  |     |
| LF                      | 7  | David Villa       |  |     |
| CF                      | 9  | Fernando Torres   |  | 55' |
| Vào thay người:         |    |                   |  |     |
| MF                      | 10 | Cesc Fàbregas     |  | 55' |
| MF                      | 20 | Javi Martínez     |  | 73' |
| Huấn luyện viên trưởng: |    |                   |  |     |
| Vicente del Bosque      |    |                   |  |     |

| Cầu thủ xuất sắc nhất trận: Joan Capdevila (Tây Ban Nha) Trợ lý trọng tài: José Luis Camargo Callado (México) Alberto Morin Mendez (México) Trọng tài bàn: Subkhiddin Mohd Salleh (Malaysia) |

## Thụy Sĩ v Honduras
| Thụy Sĩ | 0–0      | Honduras |
| ------- | -------- | -------- |
|         | Chi tiết |          |

| Thụy Sĩ | Honduras |

| GK                      | 1  | Diego Benaglio       |     |     |
| RB                      | 2  | Stephan Lichtsteiner |     |     |
| CB                      | 5  | Steve von Bergen     |     |     |
| CB                      | 13 | Stéphane Grichting   |     |     |
| LB                      | 17 | Reto Ziegler         |     |     |
| CM                      | 6  | Benjamin Huggel      |     | 78' |
| CM                      | 8  | Gökhan Inler (c)     |     |     |
| RM                      | 7  | Tranquillo Barnetta  |     |     |
| LM                      | 16 | Gelson Fernandes     | 34' | 46' |
| SS                      | 19 | Eren Derdiyok        |     |     |
| CF                      | 10 | Blaise Nkufo         |     | 69' |
| Vào thay người:         |    |                      |     |     |
| MF                      | 15 | Hakan Yakin          |     | 46' |
| FW                      | 9  | Alexander Frei       |     | 69' |
| MF                      | 23 | Xherdan Shaqiri      |     | 78' |
| Huấn luyện viên trưởng: |    |                      |     |     |
| Ottmar Hitzfeld         |    |                      |     |     |

| GK                      | 18 | Noel Valladares (c) |     |     |
| RB                      | 16 | Mauricio Sabillón   |     |     |
| CB                      | 2  | Osman Chávez        | 64' |     |
| CB                      | 5  | Víctor Bernárdez    |     |     |
| LB                      | 3  | Maynor Figueroa     |     |     |
| CM                      | 8  | Wilson Palacios     | 89' |     |
| CM                      | 6  | Hendry Thomas       | 4'  |     |
| RW                      | 17 | Edgar Álvarez       |     |     |
| LW                      | 7  | Ramón Núñez         |     | 67' |
| CF                      | 10 | Jerry Palacios      |     | 78' |
| CF                      | 11 | David Suazo         | 58' | 87' |
| Vào thay người:         |    |                     |     |     |
| FW                      | 15 | Walter Martínez     |     | 67' |
| FW                      | 12 | Georgie Welcome     |     | 78' |
| MF                      | 19 | Danilo Turcios      |     | 87' |
| Huấn luyện viên trưởng: |    |                     |     |     |
| Reinaldo Rueda          |    |                     |     |     |

| Cầu thủ xuất sắc nhất trận: Noel Valladares (Honduras) Trợ lý trọng tài: Ricardo Casas (Argentina) Hernan Maidana (Argentina) Trọng tài bàn: Olegário Benquerença (Bồ Đào Nha) |